# Conchylienbörse
Als Conchylienbörse bezeichnet man eine Verkaufsveranstaltung, bei der Conchylien (lat. concha, „Muschel“) von Fachhändlern und Sammlern verkauft werden. Diese Börsen finden weltweit statt und werden in der Regel von Sammlervereinigungen organisiert. Sie sind ein wichtiger Treffpunkt für Sammler von Molluskenschalen und werden von internationalem Publikum besucht.

## Ursprünge
Das Sammeln von Naturalien, in diesem Fall von Muschelgehäusen hat die Menschheit seit Jahrtausenden fasziniert. Muscheln und Schnecken aus fernen Ländern galten seit dem 17. Jahrhundert als Schätze, die sich nur Adlige und wohlhabende Leute leisten konnten. Mit der zunehmenden Kolonialisierung der Welt kamen immer mehr exotische Gehäuse nach Europa und wurden schon bald zum begehrten Sammelobjekt. Adlige und Kaufleute veranstalteten Feste und Auktionen, bei denen Naturalien versteigert oder verkauft wurden. Später stieg das Interesse an Sammelobjekten aus der Natur und Menschen machten sich dieses Interesse zunutze, indem sie Muschel- und Schneckenschalen erwarben und weiterverkauften. Seit dem 20. Jahrhundert existieren Conchylienbörsen in der heutigen Form.

## Aufbau und Organisation
Fachbörsen für Muscheln und Schnecken findet man auf der ganzen Welt, jedoch sind es im Vergleich zu Mineralien- oder Fossilienbörsen relativ wenige. In der Regel findet eine Conchylienbörse in einer Halle oder einem ausreichend großen Veranstaltungssaal statt und dauert zwei Tage (für gewöhnlich Samstag und Sonntag).
Veranstaltet werden sie meistens von regionalen oder nationalen Sammlervereinigungen, welche ihre Hauptversammlung im Rahmen der Börse abhalten. Um die Kosten für den Veranstaltungsort, z. B. Hallenmiete, Stromkosten etc. zu decken, müssen die Händler und Sammler eine Standgebühr entrichten um einen Verkaufstisch mieten zu können. Es dürfen gewöhnlich nur Molluskengehäuse sowie andere Naturalien aus dem Meer (z. B. Crustaceen, Schwämme und Korallen) angeboten werden. Trotzdem ist auch Schmuck zu finden.
Es reisen meist Sammler aus aller Welt an, um Stücke für ihre Sammlung zu erwerben, sich auszutauschen oder Gleichgesinnte zu treffen. Preise von bis zu 20.000 € für bestimmte Molluskenarten sind nicht selten. Meist reisen Verkäufer frühzeitig an um freitags ihre Stände aufzubauen. Samstags und sonntags wird in der Regel verkauft. Die Geschäfte der meisten Händler müssen die Anreise und die Kosten für Transport und Unterkunft tragen. Nur wenige Muschelhändler leben deshalb von diesen Geschäft, sondern betreiben es nebenher, oft als Erweiterung der eigenen Sammeltätigkeit. Es werden häufig Gehäuse getauscht und auf vielen Fachbörsen gibt es extra dafür vorgesehene Tauschtische. Vorträge und Seminare zur Weiterbildung runden das Programm ab.

## Wichtige Fachbörsen
Europaweit gibt es vier wichtige Fachbörsen für Muschel- und Schneckengehäuse, welche im Folgenden genannt werden:
- Internationale Shelpenbeurs in Antwerpen (Belgien)
- Bourse des Coquillages Paris (Frankreich)
- Bourse des Coquillages Ottmarsheim (Frankreich)
- Internationale Schneckenbörse Öhringen Öhringen (Baden-Württemberg, Deutschland)
- Tschechische Internationale Muschelbörse Prag (Tschechische Republik)

Von den oben genannten Börsen ist die Antwerpener Schneckenbörse mit ca. 60 bis 70 Händlern die größte weltweit. Die einzige deutsche Fachbörse für Muscheln und Schnecken findet seit 2003 in Öhringen statt und wird vom Club Conchylia e.V., dem deutschen Molluskensammler-Verein organisiert. In Frankreich finden neben den oben genannten großen Börsen, zusätzlich mehrere kleine in der Bretagne und Südfrankreich statt.
International erwähnenswert ist die COA-Convention in den USA, wobei COA für Conchologists of America steht. Sie ist ebenfalls eine wichtige Börsenveranstaltung, welche jedes Jahr an verschiedenen Orten abgehalten wird.